# Бегонієві
Бегонієві (Begoniaceae) — родина дводольних рослин, що налічує 5 родів і не менше 1000 видів. Родина бегонієвих представлена травами, рідко низькими чагарниками і ліанами.

## Поширення
Велике багатство видів бегонієвих спостерігається в тропічній зоні Південної Америки — тут вони віддають перевагу тінистим вологим лісам, селяться в долинах гір і на гірських схилах; окремі види доходять на півночі до Мексики. На другому місці за кількістю видів — тропіки Азії, особливо Східні Гімалаї, гірські області Індії, Малайський архіпелаг; знаходять бегонієві і в Південній Індії, на острові Шрі-Ланка, в Китаї. 40° п. ш. (широта Пекіна) — найпівнічніша точка розповсюдження бегоній. Східна Африка багата ендемічними видами, але у вологій Західній Африці більшу кількість видів у порівнянні з Східною; при цьому існують родинні зв'язки між деякими африканськими і американськими видами.
На Філіппінських островах бегонії іноді ростуть на вапняних обривах зовсім близько до моря, помітно не страждаючи від періодичного зволоження солоними морськими бризками. У Перуанських Андах і в Гімалаях бегонієві, оселилися в ущелинах скель, піднімаються до висоти 4000 м.

## Ботанічний опис
Листя бегонієвих мають різноманітні форми та забарвлення. Деякі види в посушливий сезон року скидають листя або в них відмирає вся надземна частина рослини. Їх великі прилистки, довжиною іноді до 80 см, опадають рано. У деяких бегонієвих є всього один-єдиний лист.
Квітки часто яскраво забарвлені переважно трохи неправильні, одностатеві, в пазушних суцвіттях. Чоловічі квітки розпускаються в суцвітті раніше жіночих. Їх оцвітина складається з 2-4 листочків, і, якщо листочків 4, вони розташовані парами, при цьому зовнішня пара завжди більше внутрішньої. У квітках відсутні рудименти зав'язі, тичинок багато, і розташовані вони в кілька кіл. Тільки у бегоніелли є 4 тичинки, зрощені попарно. Тичинки, що зазвичай численні, зростаються в колонку або розташовуються вільно. Коли дозріває пилок, 2-гніздові пиляки тичинок розкриваються подовжньою щілиною, а у деяких видів часом, через які пилок висипається назовні.
Відцвітають чоловічі квітки в суцвітті — розкриваються жіночі. Різний час цвітіння чоловічих і жіночих квіток досягається їх різною локалізацією в межах суцвіття. Листочки оцвітини в жіночих квітках спрямовані вгору. Нижня зав'язь утворена у багатьох видів 3, у деяких 2-5 зрощеними плодолистками і зовні виглядає крилатою. Тільки у хіллебрандіі спостерігається напівнижня зав'язь. Рудименти тичинок в жіночих квітках відсутні і лише у хіллебрандіі у квітці є маленькі залозки, що оточують зав'язь, які вважають рудиментами тичинок. Гінецей паракарпний; зав'язь переважно нижня. Насіння з прямим зародком, в основному без ендосперму.
Плід — переважно коробочка. Після дозрівання насіння плід розтріскується поздовжньо, але не відривається від рослини, крила сприяють розгойдування її на вітрі і тим самим розсіювання насіння. Дрібні, майже пилоподібні насіння переносяться на невеликі відстані вітром і потоками зливових дощів. Шорстка верхня поверхня плодів сприяє їх прилипання до дзьобам птахів, їхніх ніг, кігтям — так насіння потрапляють на віддаленіші острови. Тільки у деяких бегоній плід — ягода, але це не особливо соковита і неїстівна ягода.
Серед бегоній зустрічаються лікарські рослини. У культурі бегонії найчастіше розмножують не насінням, а вегетативно — живцями, шматочками листя. За здатністю до вегетативного розмноження бегонії перевершують майже всі відомі нам рослини. Ця здатність розвинена настільки, що покладений на вологу землю лист бегонії, багаторазово перерізаний поперек його жилок, дає коріння в місцях поранень, закладає стеблові бруньки, і незабаром утворюється велика кількість нових рослинок.

## Роди
- Бегонія (Begonia) — налічує близько 500 видів.
- Хіллебрандія (Hillebrandia) — 1 вид, ендемік Гавайських островів.
- Symbegonia — 5 видів, ендемік Колумбії.
- Бегоніелла (Begoniella) — 12 видів, ендемік Нової Гвінеї.
- Semibegoniella — 2 види, ендемік Еквадору.[1]